# 오베르뉴 (프로뱅스)

오베르뉴의 문장

오베르뉴(프랑스어: Auvergne, 오크어: Auvèrnha 오베르냐)는 현재의 프랑스 중부에 있던 나라로, 후에 프랑스의 프로뱅스로 합쳐졌다. 오베르뉴의 전통적인 수도는 리옹이다. 현대 프랑스의 레지옹 오베르뉴는 역사적으로 오베르뉴의 일부가 아닌 지역들을 포함하고 있으며, 주도는 클레르몽페랑이다. 오베르뉴어가 사용된다.

## 역사

오베르뉴 공국의 지도

오베르뉴라는 이름은 갈리아의 부족 아르베르니족에서 따온 것이며, 아르베르니의 수도 게르고비아는 현재의 클레르몽페랑 가까이에 위치해 있었다.
7세기에 들어 오베르뉴는 프랑크족과 아퀴타니아인들 사이의 분쟁지역이 되었으며, 카롤링거 왕조에 의해 점령되었다가, 후에 아키텐 공국의 일부가 되었으며, 오베르뉴 백작들은 서서히 자치권을 늘려갔다. 10세기에 들어 오베르뉴는 푸아티에와 툴루즈 백작령 사이의 분쟁지역이 되었다.
오베르뉴는 중세를 지나며 넷으로 갈라졌는데:
- 오베르뉴 (980년경)
- 클레르몽 주교령 (980년경)
- 오베르뉴 도팽령 (1155년; 1302년 공인)
- 오베르뉴 공국 (1360년)

오베르뉴는 1531년 카트린 드 메디시스에게 넘어갔고, 곧 왕실령에 통합되었다.